# جامعة بوديلسكي الحكومية
جامعة بوديلسكي الحكومية مؤسسة تعليم عالي أوكرانية، (بالأوكرانية: Поді́льський держа́вний університе́т) هي جامعة تقع في خملنيتسكي أوبلاست، أوكرانيا. تأسست هذه الجامعة في سنة 1919